# Filippo Ambrosini
Filippo Ambrosini, född 26 april 1993, är en italiensk konståkare. 

## Karriär
I januari 2023 tog Ambrosini silver tillsammans med Rebecca Ghilardi i paråkning vid EM i Esbo. I januari 2024 tog paret brons tillsammans i paråkning vid EM i Kaunas.